# Nezvěstnost
Nezvěstnost je stav člověka, který opustil své bydliště, nepodal o sobě žádných zpráv a není o něm známo, kde se zdržuje. Jestliže je pohřešovaný oficiálně prohlášen za nezvěstného soudem, má to jisté dopady do jeho právní sféry, kromě toho takové prohlášení může předcházet pozdějšímu prohlášení za mrtvého. V českém právu nezvěstnost upravuje § 66-70 občanského zákoníku a řízení o prohlášení člověka za nezvěstného § 50-53 zákona o zvláštních řízeních soudních.
Prohlásit člověka za nezvěstného lze jen, je-li svéprávný a jen na návrh osoby, která na tom má právní zájem (manžel či jiný příbuzný, zaměstnavatel apod.). Příslušný okresní soud poté vyzve vyhláškou (ediktem) nebo jiným vhodným způsobem pohřešovaného, aby se do tří měsíců přihlásil, a každého, kdo o něm ví, aby v téže lhůtě o něm podal zprávu. Jestliže k tomu včas nedojde, usnesením pohřešovaného prohlásí za nezvěstného.
Následkem prohlášení za nezvěstného je, že, s výjimkou záležitostí jeho osobního stavu, není potřeba přihlížet ke stanovisku, nutnému souhlasu či jinému konání nezvěstného, kde je jinak zákon pro určité právní jednání vyžaduje (není nutné k tomu přihlížet i před oficiálním prohlášením za nezvěstného, jestliže k němu později dojde). Prohlášení ztrácí své účinky okamžikem, kdy se nezvěstný navrátí nebo jmenuje-li správce svého jmění. Dosavadní právní jednání učiněná v jeho nepřítomnosti však zůstávají platná.